# Проектирование программного обеспечения
Проектирование программного обеспечения — процесс создания проекта программного обеспечения (ПО), а также дисциплина, изучающая методы проектирования.
Проектирование ПО является частным случаем проектирования продуктов и процессов.
Проектирование ПО включает следующие основные виды деятельности:
- выбор метода и стратегии решения;
- выбор представления внутренних данных;
- разработка основного алгоритма;
- документирование ПО;
- тестирование и подбор тестов;
- выбор представления входных данных.

Первоначально программа рассматривается как чёрный ящик. Ход процесса проектирования и его результаты зависят не только от состава требований, но и выбранной модели процесса, опыта проектировщика.
Модель предметной области накладывает ограничения на бизнес-логику и структуры данных.
В зависимости от класса создаваемого ПО, процесс проектирования может обеспечиваться как «ручным» проектированием, так и различными средствами его автоматизации. В процессе проектирования ПО для выражения его характеристик используются различные нотации — блок-схемы, ER-диаграммы, UML-диаграммы, DFD-диаграммы, а также макеты.
Проектированию обычно подлежат:
- Архитектура ПО;
- Устройство компонентов ПО;
- Пользовательские интерфейсы.

В российской практике проектирование ведется поэтапно в соответствии со стадиями, регламентированными ГОСТ 2.103-2013 : 
1. Техническое задание(по ГОСТ 2.103-2013 к стадиям разработки не относится),
2. Техническое предложение,
3. Эскизный проект,
4. Технический проект,
5. Рабочий проект.

На каждом из этапов формируется свой комплект документов, называемый проектом (проектной документацией). 

В зарубежной практике регламентирующими документами, например, являются Software Architecture Document, Software Design Document.